# Carex lepida
Carex lepida Boott es una especie de planta herbácea de la familia de las ciperáceas.

## Hábitat y distribución
Es endémica de Ecuador en Pichincha.  Su natural hábitat son las montañas subtropicales o tropicales húmedas.
Es una juncia endémica de Ecuador, donde se conoce a partir de una única población que se registró hace más de 135 años en las faldas del Volcán Pichincha. Debido al crecimiento de Quito y la destrucción de la mayoría de las áreas naturales en su entorno, es probable que la histórica población se haya extinguido.  Una intensa búsqueda de esta especie y otras endémicas de Cyperaceae, conocidas sólo de las colecciones en el Volcán de Pichincha debe ser una prioridad. Ningún espécimen de esta especie se encuentran en los museos de Ecuador.  Aparte de la destrucción del hábitat, no hay amenazas específicas conocidas.

## Taxonomía
Carex lepida fue descrita por  Francis M.B. Boott y publicado en Illustrations of the Genus Carex 4: 221. 1867.
Etimología
Ver: Carex
lepida; epíteto latino  que significa "encantadora".